# Колико (озеро)
Коли́ко (исп. Lago Colico) — озеро западных предгорий Анд в Чили, располагается на территории коммуны Кунко в провинции Каутин области Араукания. Озеро находится примерно в 20 км к юго от города Кунко. На озере и его окрестностях можно заниматься рекреационным туризмом (пикник, рыбалка и т. п.)
Основным источником вод озера является река Трафампульи, впадающая в него с западной стороны. Берега озера имеют неправильную форму, с узкими и каменистыми пляжами. Воды озера прозрачные, температура комфортна для купания.

## Фауна
Водная фауна озера состоит из рыб. Таких как:
- Форель
- Радужная рыба
- Корюшка

## Флора
Флора вокруг озера состоит в основном из кустарников. Таких как:
- Embothrium coccineum
- Фуксия магелланская
- Chusquea quila